# 미영 참모회담
미영 참모회담은 미국이 제2차 세계 대전에 참전 시 미국· 영국·캐나다의 군사협력을 논의하기 위해 미군과 영국군 참모들 사이에서 진행된 일련의 비밀 논의이다. 회의는 1941년 1월 29일부터 3월 27일까지 미국 워싱턴 D.C.에서 열렸으며 이틀 후 프랭클린 D. 루스벨트 대통령이 암묵적으로 승인한〈ABC-1〉제하의 보고서로 결과를 보았다.

## 개요

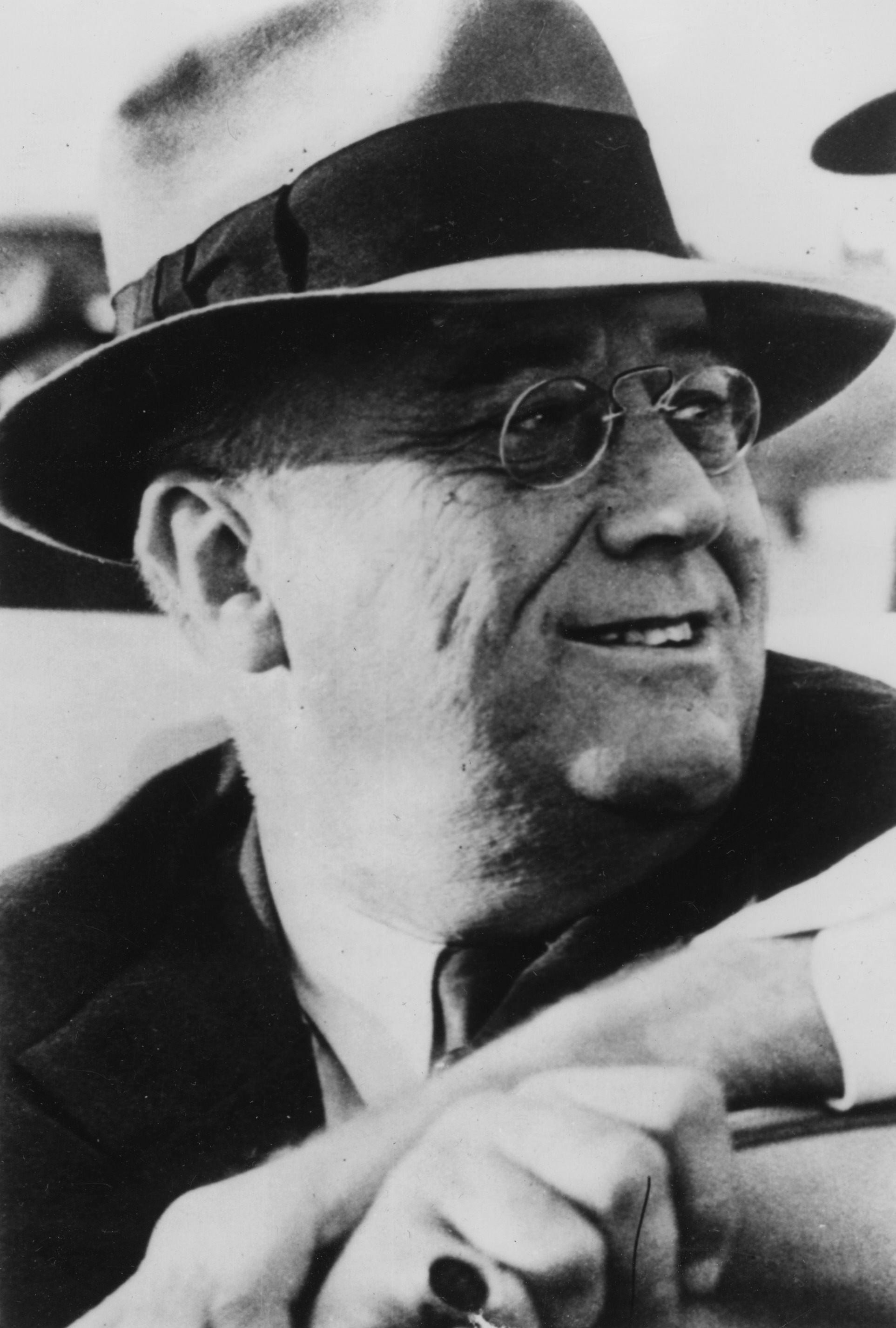
루스벨트 미 대통령 (1940년)

미국은 1940년, 영국·캐나다와 비밀리에 실무회담을 하기로 합의하였으나, 프랭클린 D. 루스벨트 대통령이 제2차 세계 대전에 미국이 직접 개입하지 않겠다는 공약을 내세워 1940년 대선 이후로 이를 연기하였다.
1941년 미영 참모회 보고서는 연합군의 공동 군사 전략을 위해 일반적인 군사 원칙부터 자원, 배치 전략을 수립, 미측은 나치 독일의 신속한 패배를 옹호하였던 해럴드 R. 스타크의 Plan Dog 각서를 바탕으로 제안을 내놓았으며 이는 유럽 우선주의 대전략의 기초를 마련하는 데 역할을 하였다. 하지만, 나치 문제에 대한 영국의 접근 방식은 미국의 초기 계획과 달랐다. 영측은 본래 나치의 이익의 측면과 북아프리카, 중동 등 주변부 국가들을 공격하는 손자병법 접근 방식을 요구하였고, 미측은 앙투안 앙리 조미니 기반의 접근 방식을 따라 독일 국방군과의 대규모 전투를 원하였다. 이 계획은 미국이 나치 독일과 전쟁을 벌이면 파시스트 이탈리아와 일제와도 전쟁을 벌일 가능성이 높다는 것을 전제로 한 것이다. 일반 합의 원칙의 주요 내용은 다음과 같다.
- 미국의 영토적 관심은 서반구에 있다.
- 영연방의 안보는 극동 지역의 지위 유지를 포함하여 어떠한 상황에서도 유지되어야 한다.
- 연합국 간 해상 교통의 안보는 필수적이다.

공격적인 정책에는 다음 내용들이 있다.
- 추축국 파트너로서의 파시스트 이탈리아의 조기 제거
- 추축국에 저항하는 중립국과 지하 저항 집단 지원
- 추축국의 군사력을 파괴하기 위한 공습 지속
- 대독(對獨) 최종 공세를 위한 병력 증강 및 공세 개시 예정 위치 점령

## 같이 보기
- 제2차 세계대전의 외교사
- 미국-영국 관계